# Pływanie na Letnich Igrzyskach Olimpijskich 1976
Pływanie na Letnich Igrzyskach Olimpijskich 1976 w Montrealu rozgrywane było w dniach 18 – 25 lipca. W zawodach wzięło udział 471 pływaków, w tym 208 kobiet i 263 mężczyzn, z 51 krajów. W porównaniu z poprzednimi igrzyskami program uszczuplił się o 3 konkurencje (200 m stylem zmiennym kobiet i mężczyzn oraz 4 × 100 m stylem dowolnym mężczyzn).

## Wyniki

### Mężczyźni
| Konkurencja:                          | Złoto: | Czas     | Srebro: | Czas     | Brąz: | Czas     |
| 100 m stylem dowolnym (szczegóły)     | Jim Montgomery · Stany Zjednoczone                                                                                    | 49,99    | Jack Babashoff · Stany Zjednoczone                                                                                        | 50,81    | Peter Nocke · RFN | 51,31    |
| 200 m stylem dowolnym (szczegóły)     | Bruce Furniss · Stany Zjednoczone                                                                                     | 1:50,29  | John Naber · Stany Zjednoczone                                                                                            | 1:50,50  | Jim Montgomery · Stany Zjednoczone                                                                                       | 1:50,58  |
| 400 m stylem dowolnym (szczegóły)     | Brian Goodell · Stany Zjednoczone                                                                                     | 3:51,93  | Tim Shaw · Stany Zjednoczone                                                                                              | 3:52,54  | Wołodymyr Raskatow · ZSRR                                                                                                | 3:55,76  |
| 1500 m stylem dowolnym (szczegóły)    | Brian Goodell · Stany Zjednoczone                                                                                     | 15:02,40 | Robert Hackett · Stany Zjednoczone                                                                                        | 15:03,91 | Stephen Holland · Australia                                                                                              | 15:04,66 |
| 100 m stylem grzbietowym (szczegóły)  | John Naber · Stany Zjednoczone                                                                                        | 55,49    | Peter Rocca · Stany Zjednoczone                                                                                           | 56,34    | Roland Matthes · NRD | 57,22    |
| 200 m stylem grzbietowym (szczegóły)  | John Naber · Stany Zjednoczone                                                                                        | 1:59,19  | Peter Rocca · Stany Zjednoczone                                                                                           | 2:00,55  | Dan Harrigan · Stany Zjednoczone                                                                                         | 2:01,35  |
| 100 m stylem klasycznym (szczegóły)   | John Hencken · Stany Zjednoczone                                                                                      | 1:03,11  | David Wilkie · Wielka Brytania                                                                                            | 1:03,43  | Arvydas Juozaitis · ZSRR                                                                                                 | 1:04,23  |
| 200 m stylem klasycznym (szczegóły)   | David Wilkie · Wielka Brytania                                                                                        | 2:15,11  | John Hencken · Stany Zjednoczone                                                                                          | 2:17,26  | Rick Colella · Stany Zjednoczone                                                                                         | 2:19,20  |
| 100 m stylem motylkowym (szczegóły)   | Matt Vogel · Stany Zjednoczone                                                                                        | 54,35    | Joe Bottom · Stany Zjednoczone                                                                                            | 54,50    | Gary Hall Sr. · Stany Zjednoczone                                                                                        | 54,65    |
| 200 m stylem motylkowym (szczegóły)   | Mike Bruner · Stany Zjednoczone                                                                                       | 1:59,23  | Steve Gregg · Stany Zjednoczone                                                                                           | 1:59,54  | Bill Forrester · Stany Zjednoczone                                                                                       | 1:59,96  |
| 400 m stylem zmiennym (szczegóły)     | Rod Strachan · Stany Zjednoczone                                                                                      | 4:23,68  | Tim McKee · Stany Zjednoczone                                                                                             | 4:24,62  | Andriej Smirnow · ZSRR                                                                                                   | 4:26,90  |
| 4 × 200 m stylem dowolnym (szczegóły) | Stany Zjednoczone · Mike Bruner (1:52,35) · Bruce Furniss (1:49,56) · John Naber (1:51,20) · Jim Montgomery (1:50,11) | 7:23,22  | ZSRR · Wołodymyr Raskatow (1:52,69) · Andriej Bogdanow (1:51,69) · Siergiej Koplakow (1:52,54) · Andriej Kryłow (1:51,05) | 7:27,97  | Wielka Brytania · Alan McClatchey (1:54,09) · David Dunne (1:54,67) · Gordon Downie (1:52,10) · Brian Brinkley (1:51,25) | 7:32,11  |
| 4 × 100 m stylem zmiennym (szczegóły) | Stany Zjednoczone · John Naber (55,89) · John Hencken (1:02,50) · Matt Vogel (54,26) · Jim Montgomery (49,57)         | 3:42,22  | Kanada · Stephen Pickell (57,58) · Graham Smith (1:02,59) · Clay Evans (54,43) · Gary MacDonald (51,34)                   | 3:45,94  | RFN · Klaus Steinbach (57,82) · Walter Kusch (1:03,74) · Michael Kraus (55,38) · Peter Nocke (50,35)                     | 3:47,29  |

### Kobiety
| Konkurencja:                          | Złoto: | Czas      | Srebro: | Czas    | Brąz:                                                                                                   | Czas    |
| 100 m stylem dowolnym (szczegóły)     | Kornelia Ender · NRD                                                                                               | 55,65     | Petra Priemer · NRD | 56,49   | Enith Brigitha · Holandia                                                                               | 56,65   |
| 200 m stylem dowolnym (szczegóły)     | Kornelia Ender · NRD                                                                                               | 1:59,26   | Shirley Babashoff · Stany Zjednoczone                                                                                      | 2:01,22 | Enith Brigitha · Holandia                                                                               | 2:01,40 |
| 400 m stylem dowolnym (szczegóły)     | Petra Thümer · NRD                                                                                                 | 4:09,89   | Shirley Babashoff · Stany Zjednoczone                                                                                      | 4:10,46 | Shannon Smith · Kanada                                                                                  | 4:14,60 |
| 800 m stylem dowolnym (szczegóły)     | Petra Thümer · NRD                                                                                                 | 8:37,14   | Shirley Babashoff · Stany Zjednoczone                                                                                      | 8:37,59 | Wendy Weinberg · Stany Zjednoczone                                                                      | 8:42,60 |
| 100 m stylem grzbietowym (szczegóły)  | Ulrike Richter · NRD                                                                                               | 1:01,83   | Birgit Treiber · NRD | 1:03,41 | Nancy Garapick · Kanada                                                                                 | 1:03,71 |
| 200 m stylem grzbietowym (szczegóły)  | Ulrike Richter · NRD                                                                                               | 2:13,43   | Birgit Treiber · NRD | 2:14,97 | Nancy Garapick · Kanada                                                                                 | 2:15,60 |
| 100 m stylem klasycznym (szczegóły)   | Hannelore Anke · NRD                                                                                               | 1:11,16   | Lubow Rusanowa · ZSRR | 1:13,04 | Marina Koszewoj · ZSRR                                                                                  | 1:13,30 |
| 200 m stylem klasycznym (szczegóły)   | Marina Koszewoj · ZSRR                                                                                             | 2:33,35   | Maryna Jurczenia · ZSRR | 2:36,08 | Lubow Rusanowa · ZSRR                                                                                   | 2:36,22 |
| 100 m stylem motylkowym (szczegóły)   | Kornelia Ender · NRD                                                                                               | 1:00,13 = | Andrea Pollack · NRD | 1:00,98 | Wendy Boglioli · Stany Zjednoczone                                                                      | 1:01,17 |
| 200 m stylem motylkowym (szczegóły)   | Andrea Pollack · NRD                                                                                               | 2:11,41   | Ulrike Tauber · NRD | 2:12,50 | Rosemarie Gabriel · NRD                                                                                 | 2:12,86 |
| 400 m stylem zmiennym (szczegóły)     | Ulrike Tauber · NRD                                                                                                | 4:42,77   | Cheryl Gibson · Kanada | 4:48,10 | Becky Smith · Kanada                                                                                    | 4:50,48 |
| 4 × 100 m stylem dowolnym (szczegóły) | Stany Zjednoczone · Kim Peyton (56,95) · Wendy Boglioli (55,81) · Jill Sterkel (55,78) · Shirley Babashoff (56,28) | 3:44,82   | NRD · Kornelia Ender (55,79) · Petra Priemer (56,16) · Andrea Pollack (56,99) · Claudia Hempel (56,56)                     | 3:45,50 | Kanada · Gail Amundrud (57,60) · Barbara Clark (57,05) · Becky Smith (57,13) · Anne Jardin (57,03)      | 3:48,81 |
| 4 × 100 m stylem zmiennym (szczegóły) | NRD · Ulrike Richter (1:02,23) · Hannelore Anke (1:10,15) · Andrea Pollack (59,53) · Kornelia Ender (56,04)        | 4:07,95   | Stany Zjednoczone · Linda Jezek (1:04,15) · Lauri Siering (1:13,65) · Camille Wright (1:00,64) · Shirley Babashoff (56,11) | 4:14,55 | Kanada · Wendy Hogg (1:04,17) · Robin Corsiglia (1:13,16) · Susan Sloan (1:01,59) · Anne Jardin (56,30) | 4:15,22 |

## Klasyfikacja medalowa
| Miejsce | Państwo           | Złoto | Srebro | Brąz | Razem |
| ------- | ----------------- | ----- | ------ | ---- | ----- |
| 1.      | Stany Zjednoczone | 13    | 14     | 7    | 34    |
| 2.      | NRD               | 11    | 6      | 2    | 19    |
| 3.      | ZSRR              | 1     | 3      | 5    | 9     |
| 4.      | Wielka Brytania   | 1     | 1      | 1    | 3     |
| 5.      | Kanada            | 0     | 2      | 6    | 8     |
| 6.      | RFN               | 0     | 0      | 2    | 2     |
| 6.      | Holandia          | 0     | 0      | 2    | 2     |
| 8.      | Australia         | 0     | 0      | 1    | 1     |
| Razem   | Razem             | 26    | 26     | 26   | 78    |